# Elio Erodiano
Elio Erodiano o Erodiano il Grammatico (in greco antico: Αἴλιος Ἡρωδιανός ὁ τεχνικός?, in latino Aelius Herodianus technicus; Alessandria d'Egitto, 180 circa – 250 circa) è stato un grammatico greco antico.

## Biografia
Figlio di Apollonio Discolo, Elio Erodiano fu anch'egli uno scrittore di grammatica. Nato ad Alessandria, visse a Roma all'epoca di Marco Aurelio, dal quale fu protetto e al quale dedicò l'opera in 20 libri Kαθολικὴ προσῳδία (Katholikè prosodía), un trattato sugli accenti.

## Opere
Tutti i trattati erodianei sono conservati solo in rielaborazioni o in frammenti eccetto Περὶ μονήρους λέξεως (Perì monérous léxeos, "Sulle particolarità del linguaggio"), un trattato sulle forme linguistiche che si sottraggono all'analogia.

Dagli scoli omerici sappiamo che si occupò anche di glossografia omerica, componendo gli Ἐπιμερισμοί (Categorie), in cui spiegava parole inusitate in Omero: proprio da questa fonte derivano numerosi frammenti dell'opera.

Ancora, ai suoi studi di formazione delle parole rimanda un dizionario attico, il Φιλέταιρος (Philétairos), derivato, però, probabilmente da Corneliano Sulpicio, segretario di Marco Aurelio.